# Chakchaki
Chakchaki (en népalais : चकचकी) est un comité de développement villageois du Népal situé dans le district de Jhapa. Au recensement de 2011, il comptait 10 202 habitants.